# Sárosremete
Sárosremete (szlovákul: Blatné Remety) község Szlovákiában, a Kassai kerület Szobránci járásában.

## Fekvése
Szobránctól 9 km-re délnyugatra, a Feketevíz és a Szobránc-patak között fekszik.

## Története
A 18. század végén, 1799-ben Vályi András így ír róla: „Sáros Remete, és Felső Remete. Két falu Ungvár Vármegyében, földes Urai több Uraságok, lakosaik katolikusok, és másfélék, fekszenek Tibéhez nem meszsze, mellynek filiáji, határbéli földgyeik közép termékenységűek, vagyonnyaik külömbfélék.”
Fényes Elek 1851-ben kiadott geográfiai szótárában így ír a faluról: „Remete (Sáros), orosz f., Ungh vmegyében, ut. p. Szobránczhoz délnyugotra 1 1/2 órányira: 15 r., 88 g. kath., 14 zsidó lak., vizimalommal, jó határral. F. u. Kazinczy András.”
A trianoni diktátumig Ung vármegye Szobránci járásához tartozott, majd az újonnan létrehozott csehszlovák államhoz csatolták. 1938 és 1945 között ismét Magyarország része.

## Népessége
| Év:            | 1994. | 2004.    | 2014.    | 2024.   |
| -------------- | ----- | -------- | -------- | ------- |
| Emberek száma: | 445   | 503      | 663      | 626     |
| Eltérés:       |       | +13,03 % | +31,80 % | -5,58 % |

| Év:            | 2023. | 2024.   |
| -------------- | ----- | ------- |
| Emberek száma: | 619   | 626     |
| Eltérés:       |       | +1,13 % |

1910-ben 316, túlnyomórészt szlovák anyanyelvű lakosa volt.
2001-ben 520 lakosa volt.
2011-ben 623 lakosából 404 szlovák és 123 cigány volt.